# Potpomognuto samoubistvo
Potpomognuto samoubistvo ili asistirano samoubistvo  je namerno izazivanja (prevremene) smrti uz prisustvo, uputstva ili pomoć lekara, na zahtev pacijenta u cilju prekraćivanja muka. Zasniva se na primeni postupaka ili davanja pacijentu sredstva koje će ga lišiti života. Situacije u kojima se postavlja pitanje eutanazije su komplikovane i teško razumljive. Oni takođe značajno variraju od pojedinca do pojedinca, u zavisnosti od okolnosti, perspektive i bolesti. Imajući ovo u vidu ova vrsta eutanazije, gde lekar pomaže pacijentu da okonča život po sopstvenoj želji i pod strogo propisanim uslovima i kriterijumima, legalna je samo u Belgiji, Švajcarskoj, Austriji, Holandiji, Luksemburgu, Albaniji, Kolumbiji i trima američkim državama (Oregonu, Montani i Vašingtonu).
Iako je ova vrsta samoubistva neki oblik eutanazije, od nje se razlikuje po tome, što eutanazija predstavlja čin prekidanja nečijeg života od strane lekara, a potpomognuto (asistirano) samoubistvo je kada lekar obezbeđuje sredstvo kojim će osoba sama izvršiti samoubistvo. U prvom slučaju uloga lekara u samoubistvu je aktivna, a u drugom je pasivna.
Potpomognuto samoubistvo je u većini zemalja krivično delo, koje se izjednačava sa ubistvom ili ubistvom iz nehata.

## Definicije
U mediicinskoj i pravnoj praksi za pojam potpomognutog samoubistva najčešče se koriste ove definicije u Evropi i Severnoj Americi:
Od strane lekara potpomognuto samoubistvo (physician-assisted suicide (PAS)— je samoubistvo koje se počini uz pomoć druge osobe. Izraz se danas najčešće koristi za samoubistva počinjena uz asistenciju lekara.
Asistirano ubistvo uz pomoć lekara — koji stručno i namerno pruža osobi sve potrebne informacije ili sredstva, ili oba, kako bi počinila samoubistvo, uključujući savetovanje o smrtonosnim dozama lekova, prepisivanje takvih doza ili obezbeđenje lekova. (Kanadsko udruženje lekara (CMA)

## Opšta razmatranja
Svetska zdravstvena organizacija je procenila da se u svetu samo u toku 2000. godine svakih 40 sekundi dogodilo po jedno samoubistvo, odnosno da je oko 2.200 osoba svakoga dana izvršilo samoubistvo, što čini 2% ukupne smrtnosti stanovništva. Takođe treba imati u vidu da svake godine od samoubistva umre oko 800 .000 ljudi, kao i to da je samoubistvo treći vodeći uzrok smrtnosti ili drugi vodeći uzrok smrti među mladima starosti od 15-29 godina (2016). Procenjuje se, dа još najmanje pet do deset puta više osoba pokuša izvršenje samoubistva, ali preživi. Najgori faktor rizika za samoubistvo je prethodni pokušaj samoubistva. Stopa samoubistava posebno je velika među ugroženim grupama koje doživljavaju diskriminaciju, kao što su izbjeglice i migranti; autohtoni narodi; lezbejke, gej, biseksualne, transrodne, interseksualne (LGBTI) osobe; i zarobljenici.
Prema statističkim podacima, Srbija je jedna od evropskih zemalja  u kojoj je broj samoubistava u porastu. Ovo zahteva izuzetnu odgovornost lekara, jer neoprezno prihvaćen pacijent od strane lekara može da deluje kao povod i navođenje na izvršenje samoubistva. Lekar koji na neprihvatljiv način reaguje u izvesnim situacijama može da se tereti za krivično delo navođenja na samoubistvo.

Motivi za samoubistvo su činjenice koje teraju na izvršenje samoubistva, ili činjenica koju samoubica oseća kao povod i smatra kao razlog za uništenje sopstvenog života. Motivi samoubistva u direktnoj su sprezi sa opštim i psihičkim stanjem, sa uslovima života i opštim društvenim okruženjem. Samoubistvo nikad nema samo jedan uzrok. Najčešći pretpostavljeni motiv samoubijanja su različiti psihički poremećaji. Motivi samoubistva u direktnoj su sprezi sa uslovima života i opštim društvenim okruženjem, i zato samoubistvo predstavlja ozbiljan društveni problem, a naročito u okviru psihijatrijske prakse.
Smrt je kao i rađanje sastavni i neraskidivi deo života, koja neumitno dolazi i zato je neophodno olakšati je i učiniti što dostojanstvenijom. Pitanje je da li legalizacija eutanazije i sam čin eutanazije omogućavaju dostojanstvenu smrt. Podrazumeva se da se lekari i čitavo društvo zalažu i bore za dostojanstven kraj života, jer u odnosu jednog društva prema smrti pokazuje se i odnos prema životu.
Najčešći argumenti koji navode zagovornici potpomognutog samoubistva (eutanazije) su:
- svetinja ljudskog života (argument koji često koriste i protivnici eutanazije),
- individualna autonomija,
- pravo na izbor,
- pravo da se ne trpi bol i patnja,
- pravo da se ne bude izložen ponižavanju,
- pravo na dostojanstvo, privatnost i na uživanje u životu[2].

## Pravna regulativa na globalnom nivou
Zakoni o potpomognutom samoubistvu razlikuju se od države do države. U nekim su jasni, u nekim nejasni, a u mnogim državama i ne postoje. Nejasno definisano
u krivičnom zakonu pomaganje u izvršenju samoubistva, ne znači da to delo ne podleže krivičnoj odgovornosti. U većini država potpomognuto samoubistvo, jeste
krivično delo koje se izjednačava sa ubistvom ili ubistvom iz nehata.
Dobrovoljna eutanazija je legalizovana u Holandiji (2002. godine), u Belgiji (2002. godine), Luksemburgu (2008.), i Kanadi (2016. godine). Potpomognuto samoubistvo, u kome pacijent mora da preduzme poslednju akciju (za razliku od dobrovoljne eutanazije), legalizovano je u Kanadi, Holandiji, Luksemburgu, Švajcarskoj i delovima Sjedinjenih Država.
Samoubistvo uz pomoć lekara je legalno u nekim zemljama, pod određenim okolnostima, uključujući Austriju, Belgiju, Kanadu, Luksemburg, Holandiju, Novi Zeland, Španiju, Švajcarsku,  i delove Sjedinjenih Američkih Država (Kalifornija, Kolorado, Havaji, Mejn, Montana, Nju Džerzi, Novi Meksiko, Oregon, Vermont, Vašington i Vašington DC) i Australiji (Kvinslend, Južna Australija, Tasmanija, Viktorija i Zapadna Australija). Ustavni sudovi Kolumbije, Nemačke i Italije legalizovali su potpomognuto samoubistvo, ali njihove vlade još nisu donele zakone niti regulisale tu praksu.

### SAD
U Sjedinjenim Državama postoje zakoni o umiranju koji su ograničeni na teško bolesne odrasle osobe u Oregonu, Montani, Vašingtonu, Vermontu, Havajima, Kaliforniji, Koloradu i Vašingtonu D.C.  Zakoni zahtevaju da pacijentovi kućni lekari potvrde mentalnu kompetentnost. Oregon je prva država Sjedinjenih Država koja je legalizovala potpomognuto samoubistvo,  donošenjem akta pod nazivom „Dostojanstvena smrt“ („Death With Dignity Act), što je postignuto putem glasanja 1994. godine. Zakon je usvojen na građansku inicijativu nakon dva glasanja u Oregonu.

### Švajcarska
Švajcarska je još 1941. godine legalizovala samoubistvo uz pomoć ili bez pomoći lekara. Iako ne zabranjuje strancima da na njenoj teritoriji izvrše eutanaziju, oni moraju da imaju čvrste razloge za to, kao što su: neizlečiva bolest, ozbiljno mentalno oboljenje ili da pate od neizlečive kliničke depresije.
Tu vrstu pomoći strancima u Švajcarskoj pruža organizacija „Dignitas“, koja nudi usluge eutanazije u posebno pripremljenim prostorijama po ceni od 4000 evra ( Fenomen pružanja ovakvih usluga u Švajcarskoj je dobio i ime „samoubilački turizam“.

### Belgija
U Belgiji je zakon o asistiranom samoubistvu donet 2002. godine. Iako zakon dozvoljavava eutanaziju, on ne definiše metode izvođenja eutanazije. Zakon dopušta odraslim osobama čije je zdravstveno stanje beznadežno i koje trpe nepodnošljiv fizički i psihički bol, koji se ni na koji način ne može umanjiti  da traže dobrovoljnu eutanaziju.

### Velika Britanija
U Velikoj Britaniji, po zakonu o samoubistvu iz 1961. godine, samoubistvo nije smatrano krivičnim delom, ali za pružanje pomoći pri samoubistvu drugog lica
moglo se dobiti i 14 godina zatvora. Za pokretanje postupka na sudu, bila je potrebna dozvola Predsednika Javnog Tužilaštva u Londonu. U periodu od 1936.
do 2003. godine Parlamentu je podneto osam nacrta zakona i amandmana, sa ciljem da se u zakone unesu izmene koje bi dozvoljavale ubrzanu smrt. Debate su
vođene na relaciji pristalica i protivnika eutanazije, da bi 1996. godine Dom Lordova izdao priručnik na osnovu konsultacija sa sudijama, kojim se regulišu
procedure u slučajevima zahteva za eutanaziju. Najvažnije iz tog priručnika je:  da je u svim slučajevima, neophodno je prvo dobiti dozvolu Suda.

### Australija
Australijska država Viktorija legalizovala je asistirano samoubistvo nakon više od 100 sati teške parlamentarne debate, koja je trajala dva dana i dve noći. Viktorija je prva australijska država koja je to odobrila, ovu vrstu samoubistva uz ograničenje da samoubica mora imati najmanje 18 godina, kao i da mu je prognozirano manje od šest meseci života. Pacijenti, takođe, moraju da žive u Viktoriji najmanje 12 meseci i da pre toga da budu zdravog razuma i prisebni.
Osobe koje boluju od bolesti kao što je multipleks skleroza imaju pravo da traže smrtonosno sredstvo, ako lekari kažu da im je ostalo još 12 meseci života. Zakon stupa na snagu 2019. godine. 

### Srbija i zemlje bivše Jugoslavije
U zakonima Republike Srbije i zemalja iz okruženja (nastalih na teritoriji bivše Jugoslavije), eutanazija, navođenja na smoubisto i pomaganje u samoubistvu se na skoro istovetan način tretira. Krivični zakon Republike Srbije (KZ RS, 2006.), u Posebnom delu i XIII glavi, članom 117 i članom 119 definiše kaznene mere u slučaju lišavanja života iz samilosti, kao i navođenje na samoubistvo i pomaganje u samoubistvu.
Član 117.
Ko liši života punoletno lice iz samilosti zbog teškog zdravstvenog stanja u kojem se to lice nalazi, a na njegov ozbiljan i izričit zahtev, kazniće se zatvorom od šest meseci do pet godina.
Član 119.
(1) Ko navede drugog na samoubistvo ili mu pomogne u izvršenju samoubistva, pa ovo bude izvršeno ili pokušano, kazniće se zatvorom od šest meseci do pet godina.
(2) Ko drugom pomogne u izvršenju samoubistva pod uslovima iz člana 117. ovog zakonika, pa ovo bude izvršeno ili pokušano, kazniće se zatvorom od tri meseca
do tri godine.
(3) Ko delo iz stava 1. ovog člana učini prema maloletniku ili prema licu koje se nalazi u stanju bitno smanjene uračunljivosti, kazniće se zatvorom od dve do deset godina.
(4) Ako je delo iz stava 1. ovog člana učinjeno prema detetu ili prema neuračunljivom licu, učinilac će se kazniti po članu 114. ovog zakona (od jedne
do osam godina).
(5) Ko surovo ili nečovečno postupa sa licem koje se prema njemu nalazi u odnosu kakve podređenosti ili zavisnosti, pa ono usled takvog postupanja izvrši ili pokuša samoubistvo koje se može pripisati nehatu učinioca, kazniće se zatvorom od šest meseci do pet godina

## Kaznena politika
Iako su eutanazija i samoubistvo, akti slobodne volje čoveka koji je zbog očuvanog stanja svoje svesti ovlašćen da raspolaže svojim životom, tako što ga može uništiti na odgovarajući način, samoubistvo se u najvećem broju modernih zakonodavstava ne kažnjava, dok se, eutanazija, i potpomognuto samoubistvo, izuzimajući nekoliko izuzetaka ili zemalja u kojima je zakonski legalizovano, smatra zabranjenom radnjom i kvalifikuje se kao privilegovano ili obično ubistvo, koje objektivno predstavlja zločin.

## Zdravstveni kriterijumi
U zdravstvene kriterijkume neophodne za potpomognuto samoubistvo, koje su propisale zemlje u kojima je ovaj oblik eutanazije dozvolje, najčešče spadaju:
- Pacijent trpi neizdržljive bolove i nema nikakve nade da će doći do poboljšanja.
- Zahtev za samoubistvo mora biti dobrovoljan.
- Zahtev mora da postoji.
- Zahtev mora da je načinjen bez uticaja drugih osoba, psihijatrijske bolesti ili lekova.
- Pacijent mora biti u potpunosti obavešten o svom stanju, mogućnostima i perspektivi.
- Najmanje jedan nezavisni lekar opšte prakse mora biti konsultovan, koji se slaže sa uslovima prethodno iznetim.
- Pacijent mora biti star najmanje 18 godina.
- Samoubistvo mora biti izvršeno u prisustvu doktora i na odgovarajući način.[2]

## Suprotstavljeni stavovi
Komitet za ljudska prava Ujedinjenih Nacija nije ubeđen da holandski sistem, iako se smtra jednim od najboljih može da spreči zloupotrebe, kao što je pritisak koji se vrši na pacijenta da izvrši eutanaziju. To UN potvrđuju brojkama, jer je u Holandiji u;
- 2003. godini registrovano 1.815 slučajeva eutanazije,
- 2007. godine 2.098 slučajeva,
- 2008. godine 2.331 slučaj,
- 2009. godine 2.636 slučajeva.[2]

Porast potpomognutih samoubistava u Holandiji navode na zabrinutost, a protivnicima eutanazije to je dalo još jedan dokaz da je legalizacijom eutanazije došlo do urušavanja Sistema palijativne nege. 
I zato protivnici eutanazije i potpomognutog samoubistva smatraju da bi legalizovanje tih postupaka povelo društvo opasnim putem, gde bi pre ili kasnije ubijanje starih ili depresivnih ljudi postalo legalno, kao i onih koji nisu mentalno sposobni da traže da im se prekine život. Na osnovu Holandskog iskustva tvrde da „zaštitni mehanizmi” ne štite ugrožene kategorije bolesnika i da se u savremenoj medicine promovišu ti postupci samo iz ekonomskih razloga, kao način smanjenja troškova u zdravstvu. Takođe poriču da je potajna eutanazija široko rasprostranjena u kliničkoj medicinskoj praksi, na osnovu nekoliko objavljenih studija, te zato urgiraju da zbrinjavanje u domovima i odgovarajuće lečenje pruže moralno prihvatljive odgovore na teškoće koje se ponekad javljaju u procesu umiranja.
Jedan od argumenata protiv eutanazije i asistiranog samoubistva je i to što lek za neizlečivu bolest od koje neko boluje može biti otkriven i da ta činjenica ne treba da obeshrabri mnoge pacijente da se bore za sopstveni život.

## Literatura
- Günther Jakobs: Tötung auf Verlangen, Euthanasie und Strafrechtssystem. Bayerische Akademie der Wissenschaften, München 1998.
- Anselm Winfried Müller: Tötung auf Verlangen – Wohltat oder Untat? Kohlhammer-Verlag, Stuttgart 1997.
- Christian Tenthoff: Die Strafbarkeit der Tötung auf Verlangen im Lichte des Autonomieprinzips. Duncker & Humblot, Berlin 2008.

## Spoljašnje veze
- "Za" i "protiv" uvođenja eutanazije u Srbiji — RTS, Beograd, 31. maj 2019.
- Serbia, RTS, Radio televizija Srbije, Radio Television of. „Асистирање при суициду по закону о активној еутаназији: Позови доктора ради самоубиства”. www.rts.rs. Приступљено 2021-11-02.

|  | Molimo Vas, obratite pažnju na važno upozorenje u vezi sa temama iz oblasti medicine (zdravlja). |